# Făget
Făget (Hongaars: Facsád) is een stad (oraș) in het Roemeense district Timiș. De stad telt 6761 inwoners (2011).
Făget is gelegen in het oostelijke deel van Timiș. Ten zuiden van de stad loopt de autosnelweg A1 aan de rand van de laagvlakte van Lugoj en de heuvels van Lippa en het Poiana Ruscă-gebergte.
De gemeente bestaat uit de volgende dorpen:
Bătești, Begheiu Mic, Bichigi, Brănești, Bunea Mare, Bunea Mică (ontvolkt), Colonia Mică, Jupânești, Povârgina en Temerești.
De burcht werd in 1548 voor het eerst in geschriften genoemd toen het aan de adellijke heer Ioan Bozwar werd toegewezen. 

## Bunea Mică
Het dorpje Bunea Mică (Hongaars:Bunyaszekszárd) was een Hongaarstalige enclave. Het werd voor het eerst bevolkt in 1866 door Hongaren uit de omgeving van Szekszárd. Het dorp had op haar hoogtepunt in 1900 in totaal 282 inwoners, 5 Roemenen en 270 Hongaren die behoorden tot de Hongaars gereformeerde Kerk. In 1871 werd de Hongaarse kerk gebouwd en ook een school. In 1938 werd op de plaats van de oude kerk een nieuwe kerk gebouwd. In 1969 werd de kerk vanwege de sterk afgenomen bevolking gesloten. In 1984 verlieten de laatste bewoners het dorp, alle woningen inclusief de kerk werden afgebroken. Het materiaal van kerk diende als basis voor een nieuwe kerk in Ötvösd (Otvești) in de gemeente Sacoșu Turcesc. Op de plek van de kerk staat een monument als gedenkplek voor het teloor gegane dorp.

## Demografie

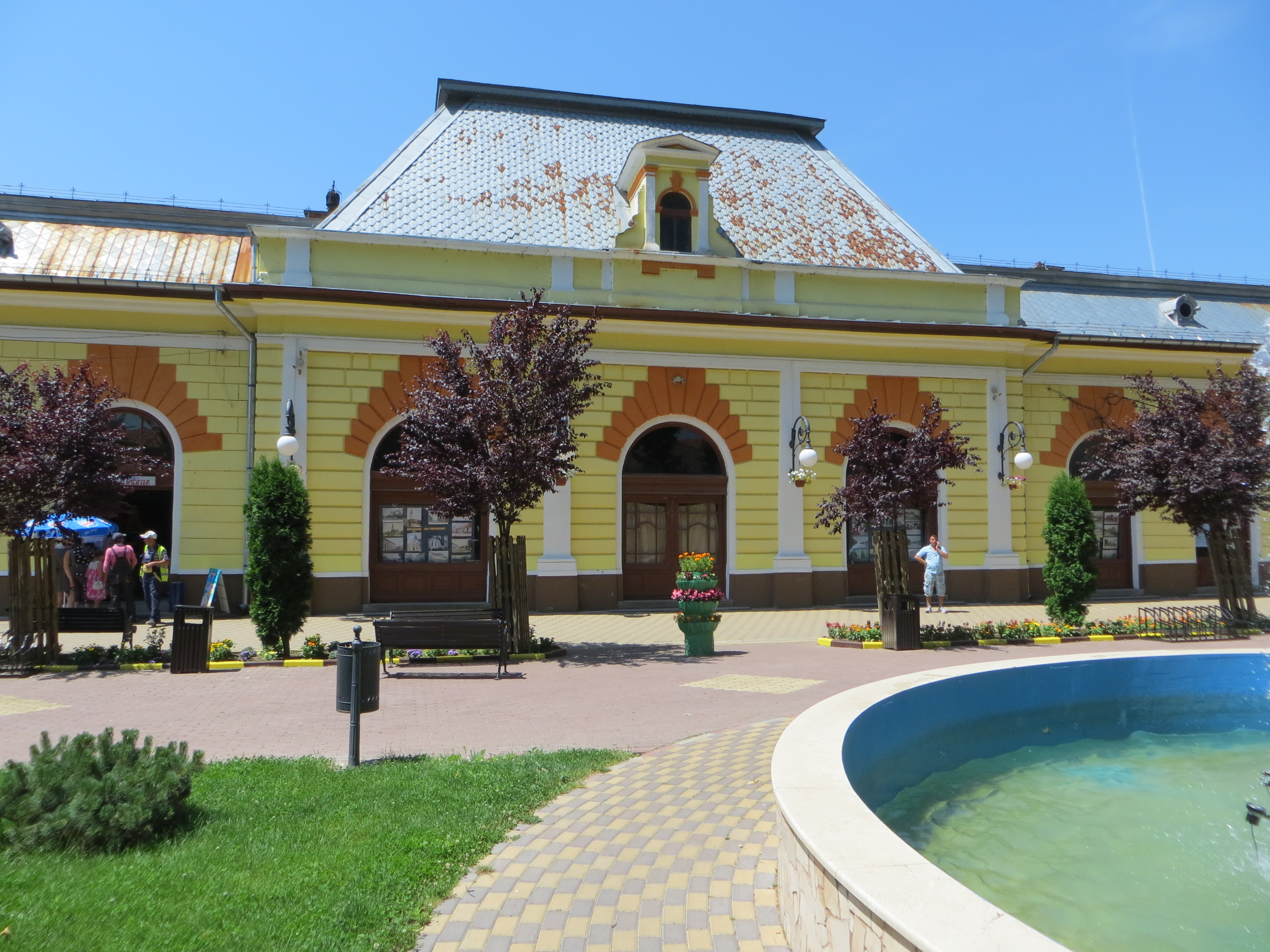